# Северный морской путь

Маршрут транспортировки грузов с Дальнего Востока в западную Европу с использованием Северного морского пути (обозначен синим — более 14 тыс. км) и альтернативный путь, использующий Суэцкий канал (красным — более 23 тыс. км)

Северный морско́й путь, Северный морско́й коридор, Севморпуть, СМП — кратчайший морской путь между Европейской частью России и Дальним Востоком. До начала XX века в западной литературе обычно именовался Северо-Восточный проход. Этот путь наряду с Северо-Западным проходом и Трансполярным морским путём связывает Европу и Азию морскими путями через Северный Ледовитый океан.
По терминологии российского законодательства Северный морской путь определён как «исторически сложившаяся национальная единая транспортная коммуникация России в Арктике».

## Параметры
Проходит по морям Северного Ледовитого океана (Карскому, Лаптевых, Восточно-Сибирскому, Чукотскому). Административно СМП на западе ограничен западными входами в новоземельские проливы и меридианом, проходящим на север от мыса Желания, а на востоке, в Беринговом проливе, — параллелью 66° с. ш. и меридианом 168°58′37″ з. д.. Длина Севморпути от Карских Ворот до бухты Провидения — около 5600 км или приблизительно 3000 морских миль. Расстояние от Санкт-Петербурга до Владивостока по нему составляет свыше 14 тыс. км (для сравнения, через Суэцкий канал — свыше 23 тыс. км).
Северный морской путь обслуживает порты Арктики и крупных рек Сибири (ввоз топлива, оборудования, продовольствия; вывоз леса, полезных ископаемых).
Альтернатива Северному морскому пути — транспортные артерии, проходящие через Суэцкий или Панамский каналы. Если расстояние, проходимое судами из порта Мурманска в порт Иокогамы (Япония) через Суэцкий канал составляет 12 840 морских миль, то Северным морским путём — только 5770 морских миль.
Организационно Северный морской путь делился при СССР на:
- Западный сектор Арктики — от Мурманска до Дудинки, обслуживался ледоколами Мурманского морского пароходства.
- Восточный сектор Арктики — от Дудинки до Чукотки, обслуживался ледоколами Дальневосточного морского пароходства.

До 2019 года навигация начиналась в июле, в 2020 году навигация началась в конце мая. До недавнего времени сезон навигации заканчивался в ноябре, в 2021 году продлился до конца января.
Предполагается, что к 2035 году Арктика в летний период может становиться полностью свободной от морского льда.

## Хроника освоения

Карта побережья Арктики, исследованная русскими экспедициями с 1734 по 1871 год

В европейской, а затем и североамериканской истории торгового и научного мореплавания было множество гипотез и экспедиций по поиску более краткого, чем южный, водного пути из Атлантического океана в Тихий. Через Северный Ледовитый океан из Европы в акваторию Тихого океана, как выяснилось со временем, оказалось возможным двигаться как в восточном, так и в западном направлении, и в европейской и североамериканской географической литературе эти маршруты стали известны под названиями соответственно Северо-восточного и Северо-западного проходов (англ. North-East Passage и North-West Passage, соответственно). В англоязычной специальной литературе и культуре большое внимание уделялось маршруту на запад вдоль, ставших в значительной мере англоязычными, территорий Канады и Аляски, а в России — восточному, вдоль берегов этой страны, и в российской традиции Северным морским путём называется именно маршрут на восток.
О возможности практического использования Северо-Восточного прохода впервые высказался в 1525 году русский дипломат Дмитрий Герасимов, который опирался на результаты плаваний поморов с XIII века. Поморы плавали в Скандинавию («ход в немецкий конец») с волоком через полуостров Рыбачий. По ямальскому волоку они же c XVI века «ходили за камень» (Уральские горы), проникая в Обскую губу. Предположительно, ещё в конце XVI столетия на правом, более низком берегу судоходной тогда реки Лососёвой, позднее переименованной в Мангазейку, при впадении её в Таз, могла появиться их торговая фактория.
- В конце X — начале XI в. русские, прежде всего новгородские купцы и промысловики пушнины совершали походы через Белое, Баренцево и Карское моря, достигая Югры; некоторые из этих походов производились к устью Оби вокруг полуострова Ямал, но большая их часть проходила сначала в Карскую губу, после этого через реку Мутную к волоку на реку Зеленую. По этой реке мореходы добирались вплоть до Обской губы[7] .
- 1494 (по другим данным 1497) — плавание русского посольства во главе с Дмитрием Зайцевым и греком Дмитрием Ралевым Палеологом вместе с датским послом Давидом из Копенгагена в Холмогоры[8].
- 1496 — плавание русского посольства по главе с Григорием Истомой из Холмогор в Тронхейм (оттуда на санях экспедиция добралась до Копенгагена)[8].
- 1553―1554 ― первая английская экспедиция сэра Хью Уиллоуби с целью найти Северо-Восточный проход в Китай. В результате Уиллоуби погиб, застряв во льдах в бухте возле острова Нокуев, а экспедицию продолжил и завершил его главный кормчий Ричард Ченслор, вошедший в устье Северной Двины и получивший от царя Ивана Грозного привилегии для английской торговли. Это событие положило начало образованию Лондонской Московской компании, которая сыграла огромную роль в развитии русско-английских отношений во второй половине XVI и первой половине XVII вв. Экспедиции Xью Уиллоби дальше Новой Земли проникнуть не удалось, после чего энергичные поиски северо-восточного прохода длились около 100 лет, а затем на 250 лет прекратились.[источник не указан 307 дней]
- Предание гласит, что ориентировочно в 1570 году группа поморов, бежавших от Ивана Грозного, совершила морской переход, который закончился основанием села Русское Устье[9]. По другой версии, на месте села в августе 1638 года казацкий отряд под руководством тобольского казака Ивана Реброва основал острог во время экспедиции, в которую он открыл морской путь на Индигирку (по пути основал два острожка, один из которых постепенно вырос в село)[9]. Также, приблизительно 1571 годом датируется предполагаемое начало морского перехода группы новгородцев, которые, по гипотезе ряда исследователей, основали колонию на Аляске. Эта гипотеза опирается на письма одного из православных миссионеров на Аляске, датирующееся 1795 годом[10].
- 1594—1597 ― три экспедиции Виллема Баренца, целью которых был поиск Северо-Восточного прохода в Азию.[источник не указан 307 дней]
- 1616—1620 — царь Михаил Фёдорович запрещает торговым людям под страхом смертной казни добираться морским путём из Архангельска в Мангазею[11]. Существует несколько версий[какие?] о причинах этого запрета.[источник не указан 307 дней]
- 1648 год — Семён Дежнёв открывает пролив, отделяющий Чукотку от Аляски.[источник не указан 307 дней]
- Первая Камчатская экспедиция — подтверждение наличия пролива между Азией и Америкой с декабря 1724 года по 1729 год.[источник не указан 307 дней]
- Великая Северная экспедиция — ряд географических экспедиций вдоль арктического побережья Сибири, к берегам Северной Америки и Японии во второй четверти XVIII века.[источник не указан 307 дней]
- Разработкой и теоретическим обоснованием экспедиции по Северо-Восточному проходу занимался М. В. Ломоносов, связывавший свои планы с экспедицией В. Я. Чичагова (1764—1766), считавшего возможным плаванье через полюс к странам Дальнего Востока[12]. Ломоносов представил свои соображения и расчёты в труде «Краткое описание разных путешествий по северным морям и показание возможного проходу Сибирским океаном в Восточную Индию» и в «Прибавлении О северном мореплавании на Восток по Сибирскому океану» (1762—1764).
- В 1820—1824 гг. экспедиции Ф. П. Врангеля и П. Ф. Анжу провели опись и картирование северо-восточного побережья Сибири, северных берегов Чукотки и ряда островов[13].
- 1874 год — ради получения премии, объявленной купцом М. К. Сидоровым, английский капитан Джозеф Уиггинс совершает плавание на пароходе «Темза» от Сандерленда до Енисейского залива[14]. Новозеландская газета The Bush Advocate писала[15]:

«Доказательство того, что по крайней мере Енисей доступен со стороны океана на протяжении определённой части года, является в первую очередь заслугой капитана Уиггинса. Этот смелый и предприимчивый моряк не сдался перед лицом трудностей и потерь, способных сломить большинство людей, и доказал, что пароход может взять на борт груз в Лондоне, через 39 дней совершить перевалку в порту Караул, расположенном в устье Енисея, принять на борт новый груз и вернуться в Лондон через 81 день после отправки. Уже состоялось несколько рейсов».
- 1875 год — плавание китобойной шхуны «Превен» под руководством шведа Адольфа Норденшёльда на средства купца Оскара Диксона от Норвегии до острова Диксон Енисейского залива[11].
- 1877 год — плавание парусной шхуны «Утренняя заря» (бывший корабль Уиггинса) под командованием капитана Д. И. Шваненберга, которая впервые за одну навигацию доставила из Енисейска в Санкт-Петербург образцы сибирских товаров.[источник не указан 307 дней]
- 1877 год — плавание из Лондона в Тобольск через Карское море парохода «Луиза» иркутского купца А. К. Трапезникова[16].
- 1878—1879 гг. — экспедиция Э. Норденшёльда на барке «Вега», собранная на средства шведского короля Оскара II, О. Диксона и А. М. Сибирякова, впервые прошла весь маршрут Севморпути, обогнув северную оконечность Евразии — мыс Челюскин (первое достоверное плаванье мимо него) и зазимовав у берегов Чукотки[11].
- Вторым мимо Челюскина прошёл в 1893 году норвежец Фритьоф Нансен, а третьим был в 1901 году русский исследователь Эдуард Толль, остзейский барон[12].
- Д. И. Менделеев посвятил освоению Крайнего Севера 36 работ; он сотрудничал в этой области с адмиралом С. О. Макаровым, вместе с которым занят был постройкой ледокола «Ермак», разработал высокоширотный ледокол.[источник не указан 307 дней]
- Первое сквозное плавание в направлении с востока на запад, с зимовкой у полуострова Таймыр, совершила гидрографическая экспедиция Северного Ледовитого океана под руководством Бориса Вилькицкого на ледокольных пароходах «Таймыр» и «Вайгач» в 1914—1915 годах. Это плавание стало также первым сквозным прохождением Северного морского пути российской экспедицией.[источник не указан 307 дней]
- Немалое внимание уделял попыткам освоения Севморпути Верховный правитель адмирал А. Колчак, в молодости принимавший активное участие в полярных экспедициях и научных исследованиях в Арктике. 23 апреля 1919 года его распоряжением при Российском правительстве был создан Комитет Северного морского пути. После поражения Восточного фронта Русской армии в Сибири Комитет Северного морского пути в полном составе был сохранён и введён в состав учреждений Сибревкома.
- Впервые за одну навигацию Северный морской путь был пройден экспедицией Отто Шмидта в 1932 году на ледокольном пароходе «Александр Сибиряков»[17].
- Первое сквозное плавание в направлении с востока на запад за одну навигацию в 1934 году на ледорезе «Фёдор Литке» (капитан Н. М. Николаев).[источник не указан 307 дней]
- Первая транспортная операция на Северном морском пути — сквозное грузовое плавание лесовозов «Ванцетти» и «Искра» из Ленинграда во Владивосток c 8 июля по 9 октября 1935 года.[источник не указан 307 дней]
- Летом 1940 года германский вспомогательный крейсер «Комет» (нем. Komet) прошел Северным морским путём из Северного моря в Берингов пролив и далее в Тихий океан[18][a].

## История освоения в СССР
Карские экспедиции 1920-33 гг.

Карта морей Баренцева и Карского

Важным этапом наработки опыта мореплавания и организации инфраструктуры стали экспедиции по западной части Северного морского пути (СМП), имевшие целью торговлю между Сибирью и Европейской Россией, а также изучение Карского моря, а также Колымские рейсы в восточной части СМП.
В условиях развала хозяйства страны и нарушения транспортных путей во время Революции и Гражданской войны обе стороны предпринимали попытки использовать альтернативные возможные маршруты и время, когда моря были сравнительно проходимы для судов.
Первые плавания с целью вывоза через Обскую губу и Енисейский зал. на мировой рынок сибирского леса, сельско-хозяйственной продукции и минерального сырья состоялись в 1874–76 гг.. До 1919 года из 122 карских плаваний 75 прошли успешно; в результате перевезено 55 тыс. тонн различных. грузов (см. Порто-франко). Сложности в организации рейсов объяснялись отсутствием в северных морях должного навигационного оборудования, портов, недостатком ледоколов. В 1919 году Карскую экспедицию организовали «белые» правительства Колчака и Северной области. Ее основная часть снаряжалась в Архангельске под руководством полярного исследователя Бориса Вилькицкого. 16 сентября караван из более чем 10 судов доставил в устье Оби более 100 тыс. пудов военных грузов, в т. ч. аэропланы, а также 100 офицеров, включая 3 генералов. Часть грузов, не попавшая к Красной армии, доставлена в Томск. В обратный путь караван увез сибирские товары.
В 1920 году в связи с нехваткой хлеба в Европейской России СНК принял решение о доставке продовольствия из Сибири по Карскому морю. В апреле 1920 года при Сибревкоме сформирован Комитет Северного морского пути. 8 августа 1920 года из Архангельска отправилась 1-я транспортная экспедиция в Сибирь под начальством М.В. Николаева, в которую вошли 4 ледокольных парохода, 8 пароходов и 4 лихтера; из них 2 судна шли в Усть-Порт на Енисее, остальные – в устье Оби. Экспедиция 1920 положила начало систематическим плаваниям на западном участке СМП. В том же году в Лондоне учреждается акционерное общество «Аркос» для организации заграничного отряда Карской товарообменной экспедиции; в 1927 открывается его бюро в Берлине.
В 1921 Карскую экспедицию сопровождал заказанный в Англии еще до революции ледокол «Александр Невский», выкупленный незадолго до экспедиции и переименованный в «Ленин». Путь в Сибирь прошел без аварий, но на обратном пути пароходы «Енисей» и «Обь» затонули в Карском море. В феврале 1922 состоялось 1-е межведомственное совещание по вопросам СМП, которое приняло решение об издании лоций и карт Карского морского пути, расширении полярных станций, применении авиации для ледовой разведки, организации научных групп на ледоколах и ускорении сооружения арктических портов и угольных баз.
Карская экспедиция 1923 г. строилась на осн. хоз. расчета. Учитывая высокую цену фрахта ледокола «Ленин» и сравнительно легкие ледовые условия, в следующих экспедициях ледоколы заменили ледокол. пароходами. Успеху Карских экспедиций способствовали стр-во Нового Порта в Обской губе и расширение Усть-Порта на Енисее, где к 1923 г. соорудили причал для приема 2 судов, склады и др. объекты. Заметную роль в оперативном обслуживании экспедиций стала играть радиостанция, сооруженная Главным гидрографическим управлением в октябре 1923 г. на Маточкином Шаре. В 1927 году работу Карской экспедиции обеспечивали уже 14 гидрометеостанций, Бюро синоптических прогнозов в Новом-Порту и Бюро ледовой службы в Маточкином Шаре. На головном ледокольном пароходе научная группа составляла краткосрочные ледовые и метеорологические прогнозы.
Снижение фрахтовых и страховых ставок в навигацию 1923 г. подтвердило возможность организации экономически выгодных перевозок по Карскому морю. С 1924 г. начался вывоз сибирского леса в Западную Европу. Товары Карской экспедиции, как и в прошлые годы, освобождались от всех видов таможенных обложений. В 1925 г., с учетом повышения изученности Карского моря и снижением риска плавания, пр-во впервые ввело пошлинные сборы на импорт. товары в размере 30 % от ставок общего таможенного тарифа. Средства, полученные от этих сборов, предполагалось направить на приобретение новых судов для аркт. флота. Снижение стоимости перевозки сибирского леса Карским морем, обходившейся в 2 раза дешевле, чем смешанным железнодорожно-водным путем через Ленинградский порт, обеспечило возможность создания лесоэкспортной промышленности в Сибири, благоприятные условий для повышения экономической эффективности морских арктических перевозок. На рубеже 1920–30-х гг. лес составлял 97,5 % вывоза по Карскому пути.
Расширение периода навигации (с 23–32 суток в 1920-х гг. до 2–2,5 мес. в 1933), а также снижение страховых ставок (с 5–7 % от стоимости груза в 1921 до 0,8–2,2 % в 1929) способствовали значительному увеличению объема перевозок по Карскому морю. С 1920 по 1933 гг. среднегодовой объем перевозок возрос более чем в 6 раз (при этом доля экспорта в суммарном объеме перевозок достигла 82 %, тогда как в сер. 1920-х гг. ввоз и вывоз примерно уравновешивались). Возраставшая грузоподъемность используемых судов, повышение доверия судовладельцев к трассе обеспечили снижение стоимости аркт. перевозок. В кон. 1920-х гг. возросший грузооборот Карской экспедиции уже экономически оправдывал содержание линейного ледокола. Как следствие, Карский путь превратился в обычную водную магистраль, плавание по которой утратило экспедиционный характер. С 1930 методы организации плавания судов по Карскому морю существенно не менялись. Морские транспортные операции в Арктике становились крупным государственным предприятием, объединявшим усилия моряков, летчиков, гидрографов, связистов и ученых.
Карские экспедиции способствовали появлению отечественных кадров, хорошо знающих Арктику, оказали благотворное влияние на оживление экономическое жизни Сибири и дальнейшее всестороннее развитие СМП уже в 1930-х годах.

### Практические попытки пройти СМП
Специалисты и власти отлично понимали, как могла бы преобразить экономическую жизнь отдалённых районов страны прокладка Северного морского пути, связывающего Мурманск с Владивостоком.
Летом—осенью 1932 года экспедиция под руководством О. Ю. Шмидта на ледоколе «Сибиряков» впервые прошла Северным морским путём из Архангельска до Берингова пролива за одну навигацию.
В 1933 году была предпринята экспедиция ледокола «Челюскин», который был зажат льдами, сжатие которых привело к разрушению корпуса судна. Участники перехода успели высадиться на лед и были спасены полярными летчиками.
Первые шаги освоения Северного морского пути воспринимались как внутри страны, так и за рубежом, как подвиг, а возвращавшиеся из экспедиций полярники были окружены таким же ореолом восхищения, как и первые космонавты спустя несколько десятилетий.

### В годы войны
В годы Великой Отечественной войны Северный морской путь — важнейшая транспортная магистраль Советского Севера. По Северному морскому пути осуществлялась проводка боевых кораблей Тихоокеанского флота в Баренцево море. За четыре военных года судами Главсевморпути выполнен большой объём воинских и народно-хозяйственных перевозок. Через арктические порты Нарьян-Мар, Игарка, Дудинка, Диксон, Тикси флот снабжался каменным углём (Печорского и других арктических бассейнов), военная промышленность — никелем, медью, лесом. Перевозки нередко осуществлялись при противодействии авиации, подводных и надводных кораблей противника, в минированных прибрежных водах. Защиту арктических коммуникаций осуществлял Северный флот, судоходство обеспечивалось системой морских конвоев. В августе 1942 года ледокольные пароходы «Сибиряков», «Дежнёв» и береговая артиллерия порта Диксон дали героический отпор тяжёлому крейсеру «Адмирал Шеер». По Северному морскому пути прошли сотни судов, из них около 170 — в конвоях. Было перевезено свыше 4 млн т различных грузов. Большой вклад в развитие арктического транспортного флота внёс начальник Главсевморпути И. Д. Папанин. За самоотверженный труд в годы войны свыше ста работников Главсевморпути награждены орденами и медалями СССР.

### Мирный атом на СМП
За время существования СССР исследования Арктики и Северного морского пути велись очень активно и всеми возможными средствами (ледоколы, гражданские и военные корабли, подводный флот, авиарейсы, дрейфующие полярные станции и т. д.).
В период 1970—1980-х годов работа на Севморпути существенно активизировалась. Это было связано с достижениями науки и техники, в том числе, с постройкой атомного ледокольного флота: с 1960 года в состав флота вошёл атомный ледокол «Ленин», с 1974 года в строй начало входить семейство ледоколов «Арктика».
Освоение Северного морского пути было связано с развитием Норильского комбината, что потребовало круглогодичной навигации по маршруту Мурманск — Дудинка. Эта задача была поставлена директору Мурманского морского пароходства В. А. Игнатюку в 1970 году. С 1971 года начальником администрации Северного морского пути стал К. Н. Чубаков, который активно включился в решение этого вопроса. В 1972 году был выполнен экспериментальный арктический рейс, а 1 мая 1978 года атомный ледокол «Сибирь» и ледокол «Капитан Сорокин» провели в Дудинку караван из двух дизель-электроходов: «Павел Пономарёв» и «Наварин». В Арктике была открыта круглогодичная навигация.

## Современное положение

### Каботажная линия Мурманск — Камчатка

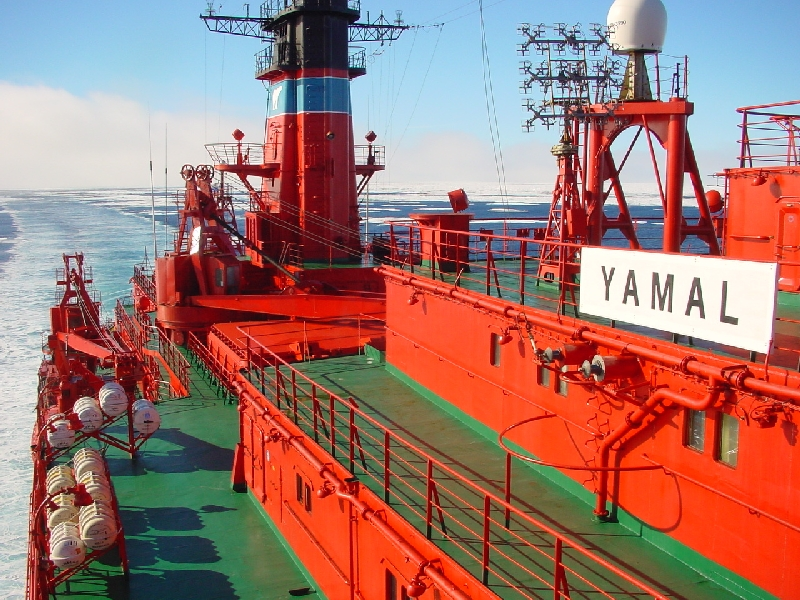
Атомный ледокол «Ямал»

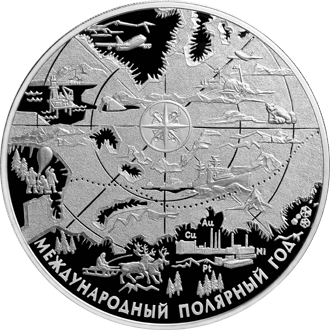
Северный морской путь на памятной серебряной монете России 2007 года

Россия сегодня продолжает освоение и использование Северного морского пути; Северо-Западный проход не может конкурировать с СМП. Основными пользователями СМП в России сегодня являются «Норникель», «Газпром», «Лукойл», «Роснефть», «Росшельф», Красноярский край, Саха—Якутия, Чукотка.
Помимо обслуживания добычи полезных ископаемых, по Северному морскому пути идёт Северный завоз для 20 млн человек на Крайнем Севере.
1 августа 2022 года был принят план развития СМП до 2035 года. План предусматривает строительство терминала сжиженного газа «Утренний», нефтеналивного терминала «Бухта Север», угольного терминала «Енисей», гидротехнических сооружений для обеспечения Баимского месторождения, морских перегрузочных комплексов сжиженного природного газа на Камчатке и в Мурманской области и другие.
Проводятся перевозки в морские порты и пункты: Шпицберген, Мыс Каменный, Остров Врангеля, Мыс Шмидта, Байдарацкая губа, Салмановское месторождение, месторождение Новый Порт, Приразломное месторождение, Колгуев, Рогачёво, Белушья Губа, Соловецкие острова, Нордвик, Харасавэй, Полярный, Печенга, Земля Франца Иосифа (Земля Александры, Нагурское, Остров Хейса, Остров Рудольфа, Русская Арктика), Новосибирские острова (Котельный).
В 2021 году Россия начала прокладывать трансарктический подводный коммуникационный кабель «Полярный экспресс» вдоль Северного морского пути. Кабель пройдет из Мурманска во Владивосток, будет иметь протяженность 12 650 км и пропускную способностью от 52 до 104 Тбит/с. 30 июля 2021 г. в Мурманске был запущен завод по производству оптоволоконного кабеля для этой ВОЛС. Прокладка началась 6 августа 2021 г. Планируется создание трансарктического оператора связи. В июле 2022 г. Ростелеком выполнил прокладку ВОЛС на участках «Анадырь — Угольные Копи» и «Анадырь — Анадырский лиман» на Чукотке.
В ноябре 2022 года Россия отправила по СМП партию сырой нефти в Китай, это стало второй подобной отправкой в истории. В порту Бухта Север ведется строительство нефтяного терминала, который должен обеспечить отгрузку добытой на нем нефти.
В мае 2023 года «Росатом» совместно с компанией «НОВАТЭК» объявили о запуске в начале 2024 года круглогодичной навигации на восточном направлении Северного морского пути. По словам главы Росатома Алексея Лихачева, это историческое решение, имеющее важное значения для развития как Арктики, так и экономики всей страны в целом. «НОВАТЭК» в связи с этим для повышения оборачиваемости 28 своих газовозов запланировала введение в 2023 году ряда морских перегрузочных комплексов в Мурманской области и на Камчатке. В планах компании — транспортировка на азиатские рынки 80 % произведенного ей СПГ на проекте «Арктик СПГ 2». Время доставки продукции до терминала в Мурманске составит 3-4 дня, до мест назначения в Азии — от 15 до 24 дней.

### Ледокольный флот
В 2018 году в России действовало четыре атомных ледокола — «Ямал», «50 лет Победы», «Таймыр» и «Вайгач»; ожидают утилизации четыре атомных ледокола — «Арктика», «Сибирь», «Россия» и «Советский Союз». Также у России есть единственный в мире атомный лихтеровоз «Севморпуть».
На данный момент[какой?] на Балтийском заводе (Санкт-Петербург) строятся три ледокола ЛК-60Я серии 22220; они будут иметь новые реакторы РИТМ-200 (тепловая мощность каждого — 175 МВт), суммарную мощность на гребных винтах — 60 МВт. По состоянию на май 2019 г. все три корпуса спущены на воду: первый ледокол «Арктика» в 2020 году вошел в состав флота, второй ледокол — «Сибирь» — построят до 2021 года, третий — «Урал» — до 2022 года. Есть планы по строительству ещё двух судов этого же проекта (4-го и 5-го по счёту). Данные ледоколы будут самыми крупными и мощными на данный момент. Строительство новых ледоколов связано с развитием проекта по добыче сжиженного природного газа (СПГ) на полуострове Ямал — «Ямал СПГ». Кроме того, планируется, что к 2022 году будет запущена первая очередь второго проекта по добыче сжиженного природного газа на полуострове — «Арктик СПГ-2». 
Также сейчас (конец 2010-х) идёт подготовка к строительству сверхмощных ледоколов нового поколения «Лидер» с реакторной установкой РИТМ-400 мощностью 315 МВт, с суммарной мощностью на гребных винтах 120 МВт.
В декабре 2018 года президент России подписал закон, наделяющий ГК «Росатом» инфраструктурным оператором Северного морского пути.
Ледоколы Китая: Сюэлун (c 1994), Сюэлун-2 (2019). Планируются ледоколы с обычным и ядерным двигателями, ледокольные аварийно-спасательные суда. Намерения о конструировании и постройке ледоколов для «Ледового Шелкового пути» (кит. 冰上丝绸之路) заложены в Политике Китая в Арктике (Белая книга).

### Флот «Норильского никеля»
С 2006 года компания «Норильский никель» осуществляет регулярные круглогодичные морские перевозки по трассам Северного морского пути на собственных арктических судах высшего ледового класса ARC-7 без привлечения услуг по ледокольной проводке. Флот «ГМК „Норильский никель“» состоит из пяти контейнеровозов типа «Норильский никель» грузоподъёмностью порядка 15 000 т и одного универсального танкера «Енисей» грузоподъёмностью порядка 15 000 т. Технические возможности данных судов позволяют преодолевать льды Северного ледовитого океана без ледокольного сопровождения практически круглогодично. Компания осуществляет перевозки грузов морским транспортом в объёме до 1,5 млн т ежегодно с заходом в порты Мурманска, Архангельска и Дудинки. Помимо грузов, обеспечивающих производственные процессы, компания осуществляет доставку социально значимых грузов для жителей Норильского промышленного района.

### Международное судоходство
В 1991 году Северный морской путь был открыт для международного судоходства. Однако лишь спустя 15 лет, вследствие таяния льдов Арктики, этот маршрут стал привлекать иностранные компании. Так, в 2009 году два коммерческих судна последовали курсом между Европой и Азией через северные воды России. В 2011 году этот путь был избран уже 34 судами (для сравнения, через Суэцкий канал в год проходит 18 000 судов).
В 2010 году впервые в истории компании («Норильский никель»?) и морского судоходства по СМП был совершён экспортный рейс на судне «Мончегорск» по маршруту Мурманск — Дудинка — Пусан (Южная Корея) — Шанхай (КНР) без ледокольной проводки. В 2011 году аналогичный рейс был совершён на судне «Заполярный».
В 2012 году состоялась первая в мире перевозка СПГ по СМП. Танкер-газовоз «Ob River» перевёз 134,5 тыс. м³ газа из Норвегии в Японию.
В 2012 году принят федеральный закон № 132-ФЗ «О внесении изменений в отдельные законодательные акты Российской Федерации в части государственного регулирования торгового мореплавания в акватории Северного морского пути», которым предусмотрен ряд мер по развитию СМП, в том числе создание администрации Северного морского пути в форме федерального государственного казённого учреждения. ФГКУ, подведомственное Росморечфлоту, создано распоряжением Правительства РФ от 15 марта 2013 г. № 358-р.

### Экономика международных перевозок по СМП
Выгоды использования СМП для транзитных перевозок:
- экономия на топливе из-за сокращения расстояния;
- уменьшение продолжительности рейса уменьшает расходы на оплату труда персонала и уменьшает стоимость фрахта судна;
- отсутствует платёж за проход судна (в отличие от Суэцкого канала);
- отсутствуют очереди (как в случае с Суэцким каналом);
- отсутствует риск нападения пиратов.

На основании этих преимуществ было выпущено множество статей и исследований, заключающих, что Северный морской путь выгоднее, чем маршрут через Суэцкий канал. Однако большинство из них имеют политическую природу и проводят лишь поверхностный анализ. Кроме того, маршрут СМП меняется в зависимости от ледового класса и сезона, что должно быть учтено при экономических оценках. Исследование Сибуль и др. предложило идею для алгоритма нахождения оптимального маршрута судна по СМП пути с учётом погодных условий. В нём приводятся численные значения расстояний, средних скоростей движения по СМП, и необходимости ледокольной проводки, которые предлагаются к использованию для экономической оценки.
Северный морской путь, идущий по шельфу с его мелководной акваторией, практически непригоден для международных (транзитных) контейнерных перевозок из-за его непроходимости для современных магистральных контейнеровозов с осадкой 15 м (гарантированные глубины фарватера СМП — 12 метров) и низкой скорости судов на этом маршруте.
Пригодные для работы на СМП суда с малой осадкой и, соответственно, в несколько раз меньшей грузоподъёмностью, дают более высокую стоимость перевозки, несмотря на треть более короткий путь, чем маршрут мимо Индии. Также коммерческой привлекательности СМП мешает низкая скорость прохождения судов (2–5 узлов вместо 22 на южных маршрутах) и дороговизна ледокольной проводки. Самым худшим фактором северного морского пути для транзитных перевозок являются задержки, вызванные дрейфующими льдами, которые не позволяют организовать предсказуемое движение коммерческого флота по строгому графику, необходимое владельцам грузов и обеспечиваемое магистральными перевозчиками. Всё это делает Северный морской путь бесперспективным для современных интермодальных перевозок, при этом для локальных (внутрироссийских) грузоперевозок СМП имеет экономический смысл, и для маршрута Владивосток–Петербург и обратно достаточно уже работающего на нём лихтеровоза Севморпуть.

### Оценка грузопотока
В 2012 году предполагалось, что грузопоток по СМП может увеличиться с 2012 года до 2019 года в десять раз, а в перспективе — в двадцать, до 50 млн т в год. Первая цель, согласно статистике была в 2019 достигнута. Судьба Севморпути в значительной степени зависит от разработки разведанных в его зоне минеральных ресурсов. В качестве значительных клиентов Севморпути могут оказаться:
- лицензиаты уникального Штокмановского месторождения нефти и газа с запасами свыше 3 трлн м³ газа, Тимано-Печорской нефтегазоносной провинции с месторождениями, прежде всего Приразломным, северо-онежских бокситов, полиметаллов и марганца на архипелаге Новая Земля, в случае экспорта в страны Юго-Восточной Азии;
- экспортёры СПГ с полуострова Ямал. Добывать газ планируется из Южно-Тамбейского газоконденсатного месторождения, на разработку которого выдана лицензия компании «Ямал СПГ».

Государство берёт обязательства обустроить порт Сабетта и построить флот газовозов ледового класса, это поможет начать разработку газоконденсатных месторождений полуострова Ямал.

Вывести новый завод на полную мощность планируется в 2018 году, объём необходимых капитальных вложений в развитие пилотного проекта оценивается в 18—20 млрд долларов (858,2 млрд рублей). Из них 264 млрд рублей потребуется на создание танкерного флота ледокольного класса примерно на 20 судов вместимостью 140—160 тыс. кубометров, чтобы обеспечить вывоз углеводородов с Ямала. Эти затраты, надеется Новатэк, государство возьмет на себя. Остальные планируется разделить со стратегическими партнерами, уже имеющими опыт производства СПГ: компания намерена продать им до 49 % в проекте в расчете на помощь в финансировании, технологиях и маркетинге СПГ на мировых рынках. Пул инвесторов компания обещает сформировать до конца 2010 года.
— 
В январе 2021 газовоз класса Yamalmax впервые вершил самостоятельный переход (без сопровождения ледокола) из порта Сабетта по Северному морскому пути в восточном направлении и достиг Берингова пролива, осуществив поставку груза с завода «Ямал СПГ» в восточном направлении; средняя скорость плавания «Кристоф де Маржери» составила 9,5 узла.
Существует международный проект «Северный морской коридор» по созданию на базе Северного морского пути единой транспортной системы портов и инфраструктуры в северной части Европы.
Посол Российской Федерации в Республике Корее Александр Тимонин сообщил о принятии активных мер, направленных на привлечение южнокорейских судоходных компаний к освоению Северного морского пути. В частности, в 2018 году планировалось принять закон о правилах оказания услуг и перечне портовых сборов в морских портах, расположенных в акватории Северного морского пути.

### Ограничения для движения судов
В сентябре 2018 года представители правительства РФ объявили о готовящихся ограничениях для движения судов по Северному морскому пути. С 1 января 2019 года, в частности, планировалось ввести ограничения для движения в российской акватории СМП и прибрежных водах судов иностранной постройки. Вице-премьер РФ Юрий Борисов назвал такую меру «естественной» для защиты судостроения и загрузки российских верфей. По решению правительства будет дано разрешение на проход судов другой постройки, других стран, чтобы не сдерживать бизнес-процессы; тем более, что не весь типаж судов Россия сможет перекрыть в первое время.
Ранее[когда?] Минпромторг предложил внести изменения в Кодекс торгового мореплавания РФ, предполагающие приоритетное использование российских судов на Северном морском пути, при этом законопроект допускает возможность эксплуатации судов, построенных за пределами РФ.
С 2019 года иностранные военные должны уведомлять Россию о планах пройти через Северный морской путь за 45 дней, брать на корабли российских лоцманов, а также сообщать название корабля или судна, его основные параметры, воинское звание и фамилию капитана.
Заявление и Приложение к заявлению на плавание судна в акватории Северного морского пути оформляются онлайн на сайте Администрации Северного морского пути.
В июле 2022 года Минобороны РФ предложило ограничить движение иностранных военных судов по Северному морскому пути.

### Развитие
В июне 2023 года премьер-министр России М. Мишустин сообщил, что в развитие Северного морского пути в ближайшие 13 лет будет вложено около 2 трлн рублей, включая 600 млрд — из федерального бюджета. Сюда входит строительство 50 ледоколов и судов ледового класса, портов, и создание орбитальной группировки спутников с запуском систем мониторинга погоды (непрерывное наблюдение за маршрутом, а также помощь на всех его участках должен обеспечить вывод в 2023 году пяти метеоспутников), а также инфраструктуры управления движением на всем протяжении СМП.
Для обеспечения рентабельной грузовой базы заключено шесть договоров с ключевыми инвесторами, это позволит увеличить объём перевозок по маршруту до 190 млн тонн. От реализации проектов СМП правительство рассчитывает получить более 20 трлн рублей, то есть каждый вложенный государством рубль должен принести не менее 30 рублей.
Первая в истории доставка российского СПГ с Балтики (с балтийского комплекса «Портовая») в Азию (в один из портов Китая в Жёлтое море) по Северному морскому пути — произошла в сентябре 2023 года — танкер ледового класса Ice2 «Великий Новгород» с грузом СПГ «Газпрома» почти за месяц пути преодолел более 8500 миль, из них треть — по СМП. Судно шло самостоятельно, только уже в Восточно-Сибирском море к судну подошел ледокол «Сибирь».
В сентябре 2023 года в порт Архангельск пришло судно XIN XIN HAI 1 под загрузку 300 контейнерами с пиломатериалами для доставки по СМП в Шанхай.
6 октября 2023 года через Севморпуть пришло первое судно в Калининградскую область. Контейнеровоз Newnew Polar Bear под флагом Китая, принадлежащий компании Hainan Yangpu Newnew Shipping, прошел по маршруту Шанхай—Архангельск—Балтийск—Санкт-Петербург.
По информации вице-премьера Юрия Трутнева, в 2023 году перевозка грузов по Северному морскому пути достигнет максимума за всю историю — 36,6 млн тонн. В середине ноября 2023 года спецпредставитель «Росатома» по вопросам развития Арктики Владимир Панов сообщил о рекордном показателе перевозки транзитных грузов по СМП, достигнутом в 2023 году, — он составил 2,1 млн тонн. Основным грузом впервые стала нефть.
В сентябре 2024 года Bloomberg констатировал увеличение поставок сырой нефти в Китай из России на фоне продолжающихся атак на судоходство в южной части Красного моря. По данным агентства, объём превысил прошлогодние показатели уже за месяц до наступления периода появления льдов, повышающих риски при перевозке.

## Объёмы перевозок по Севморпути

### Динамика перевозок
Объём перевозок по Северному морскому пути с учётом транзитных грузов (тыс. т):
| 1933 | 1943 | 1953 | 1963 | 1971 | 1981 | 1986 | 1991 | 1996 | 2006 | 2011 | 2013 | 2014 | 2015 | 2016 | 2017   | 2018   | 2019   | 2020   | 2021   | 2022   | 2023   |
| ---- | ---- | ---- | ---- | ---- | ---- | ---- | ---- | ---- | ---- | ---- | ---- | ---- | ---- | ---- | ------ | ------ | ------ | ------ | ------ | ------ | ------ |
| 130  | 289  | 506  | 1264 | 3032 | 5005 | 6455 | 4804 | 1800 | 1956 | 3111 | 3930 | 3982 | 5392 | 7265 | 10 691 | 19 700 | 31 500 | 32 970 | 34 850 | 34 034 | 36 254 |

По данным исполнительного директора Некоммерческого партнёрства по координации использования Севморпути (и бывшего начальника Администрации Северного морского пути) В. Михайличенко, к 2009 году по сравнению с 1980-ми годами объём перевозок по Северному морскому пути снизился с 6—8 млн т грузов в год примерно в 5—6 раз. Лишь в 2016 году объём перевезённых грузов по Севморпути превзошёл данные 1980-х годов прошлого века, составив 7,26 млн т (+35 % к 2015 году).

### Прогноз
Перспективные ежегодные объёмы перевозок по СМП оцениваются Минприроды России в 40—43 млн т к 2020 году и 60—70 млн т к 2030 году. Согласно указу В. Путина от 7 мая 2018 года, ежегодные объёмы перевозок по СМП должны достичь 80 млн т к 2024 году. В качестве основы роста грузопотока предполагается использовать экспортные поставки угля с Таймыра в Индию.
Согласно проекту стратегии развития Арктики, составленному Минвостокразвития в 2020 году, к 2024 году перевозки грузов по СМП должны вырасти до 80 млн тонн (с 20,2 млн в 2018); до 2030 года они составят 120 млн тонн, а в 2035 году — 160 млн тонн.
Основным грузом на Северном морском пути станет СПГ с российских проектов (производство СПГ в Арктике, согласно проекту стратегии, вырастет до 46,7 млн тонн в 2024 году, 73,5 млн в 2030 и 120 млн в 2035 г.); оставшиеся около 15 % перевозки грузов должна занять нефть. В 2019 году по СМП Россия экспортировала 30,5 млн тонн газа; в 2020 году — 32 млн тонн; к 2024 году планируется увеличить этот показатель до 80 миллионов, а к 2035 году — до 130 миллионов.
Доля транзита на маршруте к 2035 году будет занимать не более 6 % (объем транзитных грузов за тот же период должен возрасти с 0,49 млн до 10 млн тонн, что примерно в тысячу раз меньше, чем проходит через Суэцкий канал).
Опорной базой для развития Северного морского пути в период до 2035 года называют глубоководный район морского порта Архангельск (ГР МПА), строительство которого предусматривается Транспортной стратегией Российской Федерации на период до 2030 года. Стратегией развития морской портовой инфраструктуры России до 2030 года, Стратегией социально-экономического развития Северо-Западного федерального округа до 2020 года. Сейчас на протяжении всего Северного морского пути работает только два глубоководных порта — Сабетта и Мурманск, — что не позволяет перерабатывать заявляемый перспективный грузопоток по СМП.

#### Планы использования СМП Китаем
Правительство КНР проявляет большой интерес к участию в освоении богатого природными ресурсами арктического региона (30 % мировых запасов газа и т. п.), использованию его для транспортных перевозок. После приобретения в 1993 г. первого ледокола Сюэлун-1, Китай перешёл к строительству ледоколов на своих верфях. China General Nuclear Power Group планирует в 2025 г. завершить строительство самого большого в мире ледокола с двумя ядерными силовыми установками. Планируется создание инфраструктуры для обеспечения транспортного сообщения, и для вывоза не возобновляемых природных ресурсов (газа с Ямала и Баренцева моря, нефти из Тимано-Печорского бассейна, минеральных ресурсов Кольского полуострова, никеля; а также и леса.
По мнению китайской стороны, беспокойство по поводу роста активности КНР в Арктике объясняется, главным образом, недостаточной информированностью.

### Транзитные перевозки по Севморпути
| Данные                             | 2010 | 2011 | 2012 | 2013 | 2014  | 2015 | 2016  | 2017  | 2018  | 2019  | 2020  | 2023  |
| ---------------------------------- | ---- | ---- | ---- | ---- | ----- | ---- | ----- | ----- | ----- | ----- | ----- | ----- |
| Объём транзитных перевозок, тыс. т | 110  | 820  | 1260 | 1160 | 274,3 | 39,6 | 215,5 | 194,4 | 491,3 | 697,2 | >1200 | >2100 |
| Количество судов, шт.              | 4    | 34   | 46   | н/д  | 25    | н/д  | н/д   | н/д   | н/д   | н/д   | 40    | н/д   |

## Экология
По мнению экологов WWF и Greanpeace, добыча угля на Таймыре и его транспортировка Северным морским путём представляет серьёзную угрозу для дикой природы Таймыра вообще и для Большого Арктического заповедника, в особенности.
В 2019 г. крупнейший французский контейнерный перевозчик CMA CGM Group отказался пользоваться для доставки своих грузов в Азию Северным морским путём под предлогом «защиты окружающей среды и глобального биоразнообразия». Также мотивируют свои сомнения в целесообразности СМП и в Норвегии (на данный момент Норвегия не планирует предоставлять порты Шпицбергена в рамках пользования СМП).
Эксперт по контейнерным перевозкам, гендиректор исследовательского агентства Infranews Алексей Безбородов дал в связи с этим следующий комментарий: «На CMA CGM не было расчёта в составлении прогнозов и планов развития Севморпути. Сам по себе посыл на экологию в данном ключе странен — если судно идет коротким путём, оно в первую очередь тратит меньше топлива».

## Нереализованный проект использования Севморпути Норильским Никелем
В 1999 году компания «Норильский никель» после двукратного повышения Мурманским морским пароходством тарифов на использование ледоколов стала искать альтернативные способы транспортировки своих грузов по Северному морскому пути. В результате компанией был предложен вариант использования для этих целей подводных лодок, выведенных из боевого состава Северного флота. Подобные прецеденты уже были — в июле 1995 года Северный флот организовал экспериментальный рейс подводной лодки «Виктор III» (проект 671 РТМ), которая доставила картофель и промтовары из Мурманска на Ямал. Однако дальше эксперимента тогда дело не пошло. По расчётам «Норильского никеля», по Севморпути лодка могла идти под водой, а в устье Енисея всплыть и достигнуть пункта назначения в надводном положении.
В июле 2000 года были проведены макетные испытания «подводно-надводного транспортного судна» на базе атомной подлодки проекта «Акула» с изменённой головной частью. Опыты показали, что лодка такой модификации могла бы выполнять функции ледокола и колоть лёд толщиной до 215 см в морской воде и до 150 см — в пресноводном устье Енисея. Грузоподъёмность судна была установлена в пределах 12 000 т. Стоимость переделки одной субмарины оценивалась в размере 80 млн $. Для реализации проекта его авторам было необходимо решить и несколько проблем неэкономического плана — например, по межправительственным соглашениям России и США списанные атомные подлодки ВМФ подлежали утилизации. Требовались также определиться, кому будут принадлежать переоборудованные лодки — останутся ли они на балансе Минобороны России или будут переданы кому-то ещё. Кроме того, против этого проекта высказался Минтранс России, считая его нереальным.
В октябре 2001 года на выставке «Нева-2001» Центральное конструкторское бюро морской техники «Рубин» представило конверсионный проект подводной лодки, подготовленный по техническому заданию «Норникеля». С тех пор о проекте больше ничего не было слышно. Лишь в 2002 году газета «Коммерсантъ» сообщила, что «Норильский никель» отказался от проекта, так как не смог пролоббировать разрешения на передачу в частные руки транспорта с ядерной энергетической установкой. Среди прочих причин отказа назывались слишком высокие капиталовложения в проект и высокие пороги Енисея, не позволявшие пройти лодке по всему речному маршруту.

## Севморпуть в культуре
В советское время с 1930-х гг. освоение отечественных морских просторов Арктики пропагандировалось как героическое дело большого народнохозяйственного значения.
СМИ широко освещали целый ряд научных экспедиций и спасательных операций. Так, большую известность получила экспедиция на дрейфующей льдине полярной станции «Северный полюс-1» из четырёх человек под командованием И. Д. Папанина, который позднее получил адмиральское звание и стал начальником управления Главсевморпути. После успешного завершения авиационной операции по спасению людей со льдины у затёртого льдами парохода «Челюскин» лётчики, участвовавшие в ней, стали первыми, кто получил звание Героя Советского Союза, а в городах страны (например, Ленинграде и Минске) парки культуры и отдыха получали название Парк Челюскинцев. Спасением потерпевшей катастрофу в Арктике на пути к Северному полюсу итальянской экспедиции, руководимой генералом Умберто Нобиле, летевшей туда на дирижабле «Италия», прославился ледокол «Красин», ныне ставший в Санкт-Петербурге музеем в составе Калининградского музея Мирового океана; ледокол участвовал и в других экспедициях и в обороне советского Заполярья в годы Великой Отечественной войны.
В Санкт-Петербурге существует также специализированный Российский государственный музей Арктики и Антарктики.

### В художественной литературе и кино
Проблематика освоения арктических морей и героизм советских людей освещались в романах.
В научно-фантастическом и приключенческом романе «Изгнание владыки» Г. Б. Адамова рассказывается о проекте искусственного создания круглогодичного незамерзающего водного маршрута на трассе Севморпути для облегчения и удешевления мореплавания по нему и борьбе с техническими вредителями в духе 1930-х годов.
В романе воспитания «Два капитана» В. А. Каверина повествуется о становлении полярного лётчика Сани Григорьева, которого чувство справедливости и любовь ведут на поиски следов погибшей во льдах в начале XX века экспедиции капитана Татаринова. Открытие следов погибшей экспедиции Григорьев совершает в качестве лётчика управления Главсевморпути. По роману снято два одноимённых художественных фильма: 1955 года (реж. Владимир Венгеров) и 1976 года (реж. Евгений Карелов).
В приключенческо-детективной повести братьев Вайнеров «Карский рейд» рассказывается о борьбе за возобновление товарообменных операций на Северном морском пути в сложных условиях Гражданской войны и Иностранной военной интервенции в России начала 1920-х годов.
Северному морскому пути посвящён документальный фильм Мурманск-198.

### В филателии
Северному морскому пути также посвящено значительное число филателической продукции. В 1980 году Мурманским книжным издательством выпущена книга В. Т. Попова «Северный морской путь в филателии».

### Комментарии
1. ↑  В 1940—1941 годах крейсер «Комет» вёл боевые действия на морских коммуникациях союзников в Тихом океане в районе Австралии и Океания
2. ↑  В октябре 2019 года на встрече во Владивостоке было подписано стратегическое соглашение между Россией и Индией о поставке коксующегося угля с Таймыра[79]

### Сноски
1. ↑  Федеральный закон от 31.07.1998 г. № 155-ФЗ. Президент России. Дата обращения: 16 октября 2024.
2. ↑  Акватория Северного морского пути. ФГБУ Администрация Северного морского пути. Дата обращения: 9 февраля 2022. Архивировано 7 марта 2022 года.
3. 1 2  Российский газ делает шаги сквозь лед Архивная копия от 1 февраля 2021 на Wayback Machine // La Vanguardia, Испания — Inosmi.ru, 28.01.2021
4. 1 2  Past evidence supports complete loss of Arctic sea-ice by 2035. Дата обращения: 26 августа 2022. Архивировано 26 августа 2022 года.
5. ↑  H. G. Wells. Delphi Complete Works of H. G. Wells. — Delphi Classics, 2015-08-09. — 17200 с. — ISBN 9781908909022. Архивировано 6 октября 2017 года.
6. ↑  Лиханов Б. Там, где стояла Мангазея // Сибирский меридиан. Туристско-краеведческий сборник по Западной Сибири. Составители В. В. Ухов и В. С. Лихолитов. — М.: Профиздат, 1983. — 145 с. — ISBN отсутствует — тираж 50 000 экз. — С. 54—55.
7. ↑  Каптерев Леонид Михайлович. Как русские пришли на Урал. — Москва: Гос. изд-во. Урал. обл. отд-ние, 1930. — С. 3.
8. 1 2  Белов М. И. История открытия и освоения Северного морского пути. — М.: Морской транспорт, 1956. — Т. 1. Арктическое мореплавание с древнейших времён до середины XIX века. — С. 31—32. — 592 с. — 3,000 экз.
9. 1 2  Чикачёв , А. Г. Русское Устье и Походск — старинные русские заполярные села : [арх. 12 октября 2009].
10. ↑  Ефимов, А. В. Новые данные о начале заселения Аляски русскими в XVII веке : [арх. 27 сентября 2021] // Известия АН СССР. Сер. истории и философии. — 1948. — № 3. — С. 261—269.
11. 1 2 3  Ус Л. Б. 1.2.2. А. Э. Норденшельд в Сибири // Международные научные связи Сибири (конец XIX — начало XX века). — Новосибирск, 2005. Архивировано 23 августа 2012 года.
12. 1 2  Ю. В. Чайковский Возвращение лейтенанта Колчака. К 100-летию Русской полярной экспедиции (1900—1903) // Вестник РАН. 2002. № 2. С.152-161. Дата обращения: 16 января 2013. Архивировано 6 мая 2019 года.
13. ↑  Березовский Н. Ю. и др. Российский императорский флот. 1696-1917.. — М.: "Русский мир", 1996. — С. 208—209. — 272 с. — ISBN 5-85810-010-4.
14. ↑  Ус Л. Б. 1.2.1. Плавания в Сибирь И. Виггинса // Международные научные связи Сибири (конец XIX — начало XX в.). — Новосибирск, 2005. Архивировано 23 августа 2012 года.
15. ↑  Енисейская губерния глазами новозеландца. Дата обращения: 28 сентября 2023. Архивировано 26 сентября 2023 года.
16. ↑  Вычугжанин А. Л. Ворота в Арктику: забытый первопроходец : [арх. 30 декабря 2013] // Тюменская область сегодня : газета. — Тюмень, 2013. — 13 декабрь.
17. 1 2  Визе, В. Ю. . Северный морской путь. — М. : Изд-во Главсевморпути ; Л., 1940. — С. 50.
18. ↑  Ковалев, С. «Свастика над Таймыром». Радио «Эхо Москвы» (5 октября 2009). Дата обращения: 28 августа 2019. Архивировано 15 апреля 2010 года.
19. ↑  Марцинкевич, Борис Леонидович. Мирный атом во льдах Арктики ⋆ Geoenergetics.ru. Геоэнергетика. Геоэнергетика (16 декабря 2019). Дата обращения: 17 декабря 2019. Архивировано 17 декабря 2019 года.
20. ↑  Бадигин К. С. На морских дорогах. — 2-е изд. — М.: Политиздат, 1980.— 336 с. — С. 160—171. Дата обращения: 9 октября 2014. Архивировано 16 октября 2014 года.
21. ↑  Северный морской путь. Взгляд океанолога. ocean.ru. Дата обращения: 9 января 2024. Архивировано 9 января 2024 года.
22. ↑  The Northwest Passage versus the Northern Sea Route Mia Bennett August 19th, 2011. Дата обращения: 8 февраля 2018. Архивировано 8 февраля 2018 года.
23. ↑  Анализ нынешнего положения изолированных систем энергоснабжения с высокими затратами на энергию Архивная копия от 9 февраля 2018 на Wayback Machine // cenef.ru
24. 1 2  Распоряжение Правительства РФ от 01.08.2022 № 2115-р. publication.pravo.gov.ru (4 августа 2022). Дата обращения: 4 августа 2022. Архивировано 11 августа 2022 года.
25. ↑  Мишустин утвердил план развития Северного морского пути до 2035 года. Ведомости. Дата обращения: 5 августа 2022. Архивировано 5 августа 2022 года.
26. ↑  Мишустин утвердил план развития Северного морского пути до 2035 года. tass.ru. Дата обращения: 5 августа 2022. Архивировано 4 августа 2022 года.
27. ↑  Проект строительства трансарктической подводной волоконно-оптической линии связи Мурманск — Владивосток Архивная копия от 1 апреля 2022 на Wayback Machine Морсвязьспутник
28. ↑  Министерство информационной политики Мурманской области (30 июля 2021). В Мурманске запущен завод по производству оптоволоконного кабеля для трансарктической линии связи. Правительство Мурманской области. Архивировано 22 сентября 2021. Дата обращения: 6 сентября 2022.
29. ↑  Коник Л. "Полярный экспресс" торопится на восток. ComNews (5 октября 2021). Дата обращения: 6 сентября 2022. Архивировано 12 августа 2022 года.
30. ↑  Мельникова Ю. Арктический оператор начал дрейф к реальности. ComNews (5 августа 2022). Дата обращения: 6 сентября 2022. Архивировано 20 августа 2022 года.
31. ↑  Elina Anya Ganatra, Julian Lee. Russia Sends Oil Thousands of Miles Through Arctic Circle Again. www.bloomberg.com (ноябрь 2022). Дата обращения: 11 ноября 2022. Архивировано 8 ноября 2022 года.
32. ↑  "Росатом" и "НОВАТЭК" в 2024 г. запустят круглогодичную навигацию на восток по Севморпути. Interfax.ru (17 мая 2023). Дата обращения: 18 мая 2023. Архивировано 18 мая 2023 года.
33. ↑  Алексей РУБЛЕВ (17 июня 2013). Судьбу «России» решат этим летом. Комсомольская Правда. Мурманск. Архивировано 29 декабря 2013. Дата обращения: 19 июля 2013.
34. ↑  Строительство ледокола «Арктика» завершится в 2020 году. Рамблер. Дата обращения: 28 апреля 2019. Архивировано 28 апреля 2019 года.
35. ↑  Вторая очередь "Ямала СПГ" будет запущена в сентябре. Прайм (31 января 2018). Дата обращения: 28 апреля 2019. Архивировано 28 апреля 2019 года.
36. ↑  Путин назначил «Росатом» инфраструктурным оператором Северного морского пути. Коммерсантъ (28 декабря 2018). Дата обращения: 27 июля 2019. Архивировано 27 июля 2019 года.
37. ↑  中国»冰原巨兽"：常规动力重型破冰船即将横空出世. Дата обращения: 26 августа 2022. Архивировано 26 августа 2022 года.
38. ↑  China’s Planned Nuclear Icebreaker. Дата обращения: 26 августа 2022. Архивировано 26 августа 2022 года.
39. ↑  交通运输部关于部救助打捞局开展重型破冰救助船研究等交通强国建设试点工作的意见. Дата обращения: 26 августа 2022. Архивировано 26 августа 2022 года.
40. ↑  Warming Revives Dream of Sea Route in Russian Arctic Архивная копия от 26 июня 2017 на Wayback Machine. // The New York Times, 18.10.2011
41. ↑  Ботнарюк М. В. Анализ состояния и перспективы развития Северного морского пути // Вестник государственного университета морского и речного флота им. адмирала С. О. Макарова. — 2013. — Вып. 4 (20). — С. 186–194. — ISSN 2309-5180.
42. ↑  «Газпром» обкатал поставку сжиженного газа по Северному морскому пути
43. 1 2  Gleb Sibul, Jian Gang Jin. Evaluating the feasibility of combined use of the Northern Sea Route and the Suez Canal Route considering ice parameters // Transportation Research Part A: Policy and Practice. — 2021-05. — Т. 147. — С. 350–369. — ISSN 0965-8564. — doi:10.1016/j.tra.2021.03.024.
44. ↑  Frédéric Lasserre. Case studies of shipping along Arctic routes. Analysis and profitability perspectives for the container sector // Transportation Research Part A: Policy and Practice. — 2014-08. — Т. 66. — С. 144–161. — ISSN 0965-8564. — doi:10.1016/j.tra.2014.05.005.
45. ↑  THE NORTHERN SEA ROUTE COST CALCULATION [EN/RUS/CH]. Дата обращения: 14 мая 2021. Архивировано 14 мая 2021 года.
46. ↑  THE NORTHERN SEA ROUTE NAVIGABILITY [EN/RUS/CH]. Дата обращения: 5 мая 2022. Архивировано 5 мая 2022 года.
47. 1 2  Gleb Sibul, Peihao Yang, Dmitri Muravev, Jian Gang Jin, Linghe Kong. Revealing the true navigability of the Northern Sea Route from ice conditions and weather observations // Maritime Policy & Management. — 2022-04-14. — Т. 0, вып. 0. — С. 1–17. — ISSN 0308-8839. — doi:10.1080/03088839.2022.2059717.
48. 1 2  Годованник, Л. Два счётчика — и едем через Арктику : Эксперт о перспективах регулярного контейнерного транзита по Северному морскому пути : [арх. 4 сентября 2024] // Фонтанка. — 2021. — 8 марта.
49. ↑  Закон о Севморпути подписан Владимиром Путиным и вступил в силу // Файл-РФ, 31.07.2012. Дата обращения: 1 августа 2012. Архивировано из оригинала 2 августа 2012 года.
50. ↑  Государство берёт обязательства обустроить порт Сабетта Архивная копия от 14 марта 2018 на Wayback Machine arcticuniverse.com, 4.07.2011
51. ↑   Архивная копия от 28 июля 2013 на Wayback Machine // «Эксперт Урал» № 48 (446), 6 дек 2010
52. ↑  Газовоз с Ямала впервые в январе прошел Севморпуть без ледокола на восток Архивная копия от 19 января 2021 на Wayback Machine // РБК, 18 января 2021
53. ↑  Перспективы проекта «Северный морской коридор» (5 февраля 2010). Дата обращения: 2 июня 2013. Архивировано 16 декабря 2013 года.
54. ↑  Россия вводит ограничение на проход судов по Севморпути. Военное обозрение. Архивировано 16 сентября 2018. Дата обращения: 17 сентября 2018.
55. ↑  Россия не планирует в ближайшее время закрывать проход по Севморпути для иностранных судов (15 сентября 2018). Дата обращения: 17 сентября 2018. Архивировано 16 сентября 2018 года.
56. ↑  Россия позволит первое время иностранным судам проход по Севморпути. KP.RU. 15 сентября 2018. Архивировано 16 сентября 2018. Дата обращения: 17 сентября 2018.
57. ↑  Вице-премьер Борисов поддержал ограничения на Севморпути для иностранных судов. ТАСС. Архивировано 16 сентября 2018. Дата обращения: 17 сентября 2018.
58. ↑  Константин Нагаев. Власти составили требования к иностранным военным для прохода Севморпути. РБК (6 марта 2019). Дата обращения: 20 декабря 2019. Архивировано 20 декабря 2019 года.
59. ↑  Минобороны предложило изменить правила прохода по Севморпути. РБК. Дата обращения: 25 июля 2022. Архивировано 25 июля 2022 года.
60. ↑  метеоспутники Метеор-М № 2, Арктика-М № 1, Ионосфера № 1, Ионосфера № 2
61. ↑  Мишустин заявил, что СМП повышает транспортную связанность России. TACC. Дата обращения: 11 июня 2023. Архивировано 11 июня 2023 года.
62. ↑  Михаил Мишустин: Северный морской путь - ключевой элемент транспортной связанности страны. Российская газета (6 июня 2023). Дата обращения: 11 июня 2023. Архивировано 11 июня 2023 года.
63. ↑  Танкеры из Балтики оказались не готовы к короткому пути в Китай Архивная копия от 5 сентября 2023 на Wayback Machine … Второй танкер балтийского СПГ «Газпрома» не пошел по арктическому пути в Китай Архивная копия от 12 сентября 2023 на Wayback Machine // 5-12 сентября 2023
64. ↑  Из Архангельска в Шанхай готовится к отправке первое судно по Северному морскому пути. dvinanews.ru. Дата обращения: 12 июня 2024.
65. ↑  В Калининградскую область зашло первое судно через Севморпуть. Ведомости (6 октября 2023). Дата обращения: 13 октября 2023. Архивировано 11 октября 2023 года.
66. ↑  Первое судно пришло в Калининград по Севморпути. Interfax.ru (6 октября 2023). Дата обращения: 13 октября 2023. Архивировано 12 октября 2023 года.
67. ↑  Перевозка грузов по Севморпути в 2023 г. достигнет рекордных 36,6 млн т - Морские вести России. morvesti.ru. Дата обращения: 23 декабря 2023. Архивировано 23 декабря 2023 года.
68. ↑  Перевозка грузов по Севморпути в 2023 г. достигнет рекордных 36,6 млн т. Interfax.ru (13 декабря 2023). Дата обращения: 23 декабря 2023. Архивировано 23 декабря 2023 года.
69. ↑  Julian Lee. Pacific Surge Propels Russian Crude Flows to Highest Since June // Bloomberg. — 2024. — 1 октября.
70. 1 2  Владимир Стародубцев. Широты высокой важности Архивная копия от 29 марта 2017 на Wayback Machine // Коммерсантъ, № 53 (6047), 29 марта 2017
71. ↑  Росатом Госкорпорация «Росатом» ядерные технологии атомная энергетика АЭС ядерная медицина. Дата обращения: 10 марта 2021. Архивировано 28 февраля 2021 года.
72. ↑  Объем грузоперевозок по Севморпути в 2021 году составил около 35 млн тонн. Дата обращения: 9 июня 2022. Архивировано 18 июня 2022 года.
73. ↑  Перевозки по Севморпути в 2022 году составили 34 млн тонн | 16.01.2023. Дата обращения: 17 января 2023. Архивировано 17 января 2023 года.
74. ↑  Меженский, Андрей. Грузопоток по Севморпути в 2023 г. достиг 36,2 млн т. Информационный портал Yk24/Як24 (31 декабря 2023). Дата обращения: 31 декабря 2023. Архивировано 13 января 2024 года.
75. ↑  Андрей Евпланов. Севморпуть станет платным. Российская газета (3 марта 2009). Дата обращения: 10 июня 2013. Архивировано 30 октября 2012 года.
76. ↑  Анастасия Веденеева. Севморпуть длиной в год // Коммерсантъ : газета. — 2019. — 26 июля (№ 131). — С. 2. — ISSN 1563-6380. Архивировано 21 января 2021 года.
77. ↑  Президент подписал Указ «О национальных целях и стратегических задачах развития Российской Федерации на период до 2024 года». Президент России. Архивировано 17 сентября 2018. Дата обращения: 17 сентября 2018.
78. ↑  Грузопоток по Севморпути к 2024 году должен вырасти до 80 млн тонн. ТАСС. Архивировано 17 сентября 2018. Дата обращения: 17 сентября 2018.
79. 1 2  Russia’s Taymyr plan: Arctic coal for India risks pollution Архивная копия от 1 декабря 2019 на Wayback Machine // BBC, 31.11.2019
80. ↑  Северный морской путь признали ненужным для транзита Архивная копия от 26 января 2020 на Wayback Machine // Лента. Ру, 24 января 2020
81. ↑  Орлов: новый порт в Архангельске решит проблему портовых мощностей. РИА Новости. 9 декабря 2015. Архивировано 14 сентября 2018. Дата обращения: 17 сентября 2018.
82. ↑  Первая очередь Архангельского глубоководного порта может быть запущена к 2023 г. www.morvesti.ru. Дата обращения: 17 сентября 2018. Архивировано 15 сентября 2018 года.
83. ↑  Семнадцать метров под уровнем моря: в будущем новом районе порта началась геологоразведка | Бизнес-класс Архангельск. www.bclass.ru. Дата обращения: 17 сентября 2018. Архивировано 14 сентября 2018 года.
84. ↑  Арктические перспективы на завтра: в Архангельске прошел международный форум. Архивировано 14 сентября 2018. Дата обращения: 17 сентября 2018.
85. ↑  В конце 2016 г. будет принято окончательное решение по реализации проектов по освоению Арктики. www.rzd-partner.ru. Дата обращения: 17 сентября 2018. Архивировано 14 сентября 2018 года.
86. ↑  Chinese government. China’s Arctic Policy = 中國的北極政策 (англ.). — 1st ed. — Beijing: Xinhua, 2018. Архивировано 8 июня 2023 года. rus Архивная копия от 25 июня 2023 на Wayback Machine
87. ↑  Китай форсирует создание ледокольного флота : [арх. 11 июня 2023] // Зарубежное военное обозрение. — Москва : Красная звезда, 2017. — № 8. — С. 89. — ISSN 0134-921X.
88. ↑  Dan Robitzski. China Is Building a 33,000 Ton Nuclear Icebreaker. Advanced Transport (англ.). The Byte (futurism.com) (20 марта 2019). Дата обращения: 16 июня 2023. Архивировано 13 июня 2023 года.
89. ↑  Комлева Наталия Александровна. Экспансия Китая в регионах Арктики и Антарктики. Цели. Технологии. доклад на Общем Собрании Академии геополитических проблем 28.02.2020 г. akademiagp.ru. Академия геополитических проблем (23 июня 2020). копия Архивная копия от 13 июня 2023 на Wayback Machine
90. 1 2  Сунь Сювэнь. Проблемы и перспективы российско-китайского сотрудничества в освоении Арктики / Шаумян Т.Л. — Москва: Московский государственный университет, 2019. — 197 с. Архивировано 16 июня 2023 года.
91. ↑  Светлов И. Арктика - регион столкновения национальных интересов зарубежных стран : [арх. 11 июня 2023] // Зарубежное военное обозрение. — Москва : Красная звезда, 2016. — № 3. — С. 3—11. — ISSN 0134-921X.
92. ↑  Антонов А. Взгляды специалистов ВМС США на применение флота в Арктическом регионе : [арх. 11 июня 2023] // Зарубежное военное обозрение. — Красная звезда, 2021. — № 6. — С. 68—72. — ISSN 0134-921X.
93. ↑  ЕМИСС. Дата обращения: 17 января 2020. Архивировано 21 января 2021 года.
94. ↑  Северный морской путь делает ставки на СПГ, новый флот и транзит
95. ↑  Транзит по Севморпути в 2023 году достиг рекорда в 2,1 млн тонн. Дата обращения: 31 декабря 2023. Архивировано 31 декабря 2023 года.
96. ↑    Архивная копия от 10 февраля 2020 на Wayback Machine
97. ↑  Норвегия засомневалась в целесообразности Севморпути Архивная копия от 20 сентября 2020 на Wayback Machine // 26 августа 2019
98. ↑  Эксперт оценил последствия отказа CMA CGM от использования Севморпути - РИА Новости, 24.08.2019. Дата обращения: 24 января 2020. Архивировано 10 февраля 2020 года.
99. ↑  Александр Рубцов. Секретный фарватер «Норильского никеля» Архивная копия от 22 сентября 2016 на Wayback Machine // Коммерсантъ, № 204 (1848), 05 ноября 1999
100. ↑  Владислав Максимов. «Норильский никель» испытал подлодку Архивная копия от 2 февраля 2017 на Wayback Machine // www.vedomosti.ru, 20 июля 2000
101. ↑  Сергей Черешнев. Ледоколы переходят на хозрасчет Архивная копия от 2 февраля 2017 на Wayback Machine // Коммерсантъ, № 202 (2571), 05 ноября 2002
102. ↑  Татьяна Владимирова. Инновационный подход — ключ к успеху // Российская газета, № 196, 18 сентября 2008
103. ↑  О фильме «Мурманск 198». Дата обращения: 10 января 2019. Архивировано 10 мая 2016 года.